# Olympische Sommerspiele 1952/Teilnehmer (Österreich)
| Gelbes Symbol für Goldmedaillen mit stilisierten Olympischen Ringen | Graues Symbol für Silbermedaillen mit stilisierten Olympischen Ringen | Braundes Symbol für Bronzemedaillen mit stilisierten Olympischen Ringen |
| ------------------------------------------------------------------- | --------------------------------------------------------------------- | ----------------------------------------------------------------------- |
| —                                                                   | 1                                                                     | 1                                                                       |

Österreich nahm an den Olympischen Sommerspielen 1952 in der finnischen Hauptstadt Helsinki mit 112 vom Österreichischen Olympischen Comité nominierten Athleten, 21 Frauen und 91 Männern, an 70 Wettbewerben in 16 Sportarten teil.
Seit 1896 war es die elfte Teilnahme eines österreichischen Teams an Olympischen Sommerspielen.
Jüngste Teilnehmerin war die 17-jährige Turnerin Hedwig Traindl, älteste Teilnehmerin die 44-jährige Fechterin Fritzi Wenisch-Filz.

## Flaggenträger
Der Turner Willi Welt trug die Flagge Österreichs während der Eröffnungsfeier im Olympiastadion.

## Medaillen
Mit je einer gewonnenen Silber- und Bronzemedaille belegte das österreichische Team Platz 32 im Medaillenspiegel.

### Medaillenspiegel
| Rang   | Sportart | Gold | Silber | Bronze | Gesamt |
| ------ | -------- | ---- | ------ | ------ | ------ |
| 1      | Kanu     | —    | 1      | 1      | 2      |
| Gesamt | Gesamt   | —    | 1      | 1      | 2      |

### Medaillengewinner
| Name/n                             | Sportart | Wettkampf           |
| ---------------------------------- | -------- | ------------------- |
| Silber                             |          |                     |
| Gertrude Liebhart                  | Kanu     | Einer-Kajak 500 m   |
| Maximilian Raub Herbert Wiedermann | Kanu     | Zweier-Kajak 1000 m |

## Teilnehmer nach Sportarten

### Boxen
| Athleten        | Wettbewerb        | 1. Runde    | 1. Runde | 2. Runde             | 2. Runde      | 3. Runde      | 3. Runde      | Halbfinale    | Halbfinale    | Finale        | Finale        | Rang          |
| Athleten        | Wettbewerb        | Gegner      | Ergebnis | Gegner               | Ergebnis      | Gegner        | Ergebnis      | Gegner        | Ergebnis      | Gegner        | Ergebnis      | Rang          |
| --------------- | ----------------- | ----------- | -------- | -------------------- | ------------- | ------------- | ------------- | ------------- | ------------- | ------------- | ------------- | ------------- |
| Alfred Zima     | Fliegengewicht    | Pablo Lugo  | 1:2      | ausgeschieden        | ausgeschieden | ausgeschieden | ausgeschieden | ausgeschieden | ausgeschieden | ausgeschieden | ausgeschieden | ausgeschieden |
| Leopold Potesil | Leichtgewicht     | Ju Sang-Jum | 3:0      | Americo Bonetti      | 0:3           | ausgeschieden | ausgeschieden | ausgeschieden | ausgeschieden | ausgeschieden | ausgeschieden | ausgeschieden |
| Josef Hamberger | Halbmittelgewicht | Willi Rammo | 3:0      | Eladio Oscar Herrera | 0:3           | ausgeschieden | ausgeschieden | ausgeschieden | ausgeschieden | ausgeschieden | ausgeschieden | ausgeschieden |
| Franz Pfitscher | Halbschwergewicht | Freilos     | Freilos  | Tadeusz Grzelak      | 0:3           | ausgeschieden | ausgeschieden | ausgeschieden | ausgeschieden | ausgeschieden | ausgeschieden | ausgeschieden |

### Fechten
| Athleten                                                         | Wettbewerb       | 1. Runde                                                                                           | 1. Runde | 2. Runde/Viertelfinale                                                                                         | 2. Runde/Viertelfinale | Halbfinale | Halbfinale | Finale | Finale        | Rang          |
| Athleten                                                         | Wettbewerb       | Gegner                                                                                             | Ergebnis | Gegner | Ergebnis               | Gegner | Ergebnis   | Gegner | Ergebnis      | Rang          |
| ---------------------------------------------------------------- | ---------------- | -------------------------------------------------------------------------------------------------- | -------- | --- | ---------------------- | --- | ---------- | --- | ------------- | ------------- |
| Herren                                                           |                  | |          | |                        | |            | |               |               |
| Heinz Lechner                                                    | Säbel Einzel     | José D’Andrea Antonio Haro Adalbert Gurath Senior Hans Esser Ahmed Abou-Shadi Roland Asselin       | 4:2      | Tibor Berczelly Ilie Tudor François Heywaert Boris Belyakov Jean-François Tournon Otto Greter Raimondo Carnera | 5:2                    | Gaston Darè Aladár Gerevich Daniel Sande Ivan Manayenko Joe de Capriles Ilie Tudor                                            | 4:1        | Pál Kovács Aladár Gerevich Tibor Berczelly Gaston Darè Werner Plattner Jacques Lefèvre Vincenzo Pinton Gustave Balister | 2:6           | 8             |
| Hubert Loisel                                                    | Säbel Einzel     | Leszek Suski Edgardo Pomini Ion Santo Ivan Ruben Umberto Menegalli Olaf Sander Ivan Lund           | 6:1      | Jacques Lefèvre Gaston Darè Jerzy Pawłowski Mohamed Abdel Rahman Henry Nordin Bob Anderson Jules Amez-Droz     | 4:1                    | Pál Kovács Vincenzo Pinton Gustave Balister Jean Levavasseur Jerzy Pawłowski                                                  | 2:3        | ausgeschieden | ausgeschieden | ausgeschieden |
| Werner Plattner                                                  | Säbel Einzel     | Wojciech Zabłocki William Beatley Willy Fascher Etienne Molnar Karl Bach Jock Gibson João Pessanha | 4:3      | Pál Kovács Gustave Balister Adalbert Gurath Senior George Worth Lev Kuznetsov Wojciech Zabłocki Edgardo Pomini | 5:1                    | Jacques Lefèvre Tibor Berczelly Adalbert Gurath Senior Leszek Suski François Heywaert                                         | 3:1        | Pál Kovács Aladár Gerevich Tibor Berczelly Gaston Darè Jacques Lefèvre Vincenzo Pinton Heinz Lechner Gustave Balister   | 4:4           | 5             |
| Paul KerbHeinz Lechner Hubert Loisel Werner Plattner Heinz Putzl | Säbel Mannschaft | Venezuela                                                                                          | 13:3     | Dänemark | 13:3                   | Belgien Ungarn Frankreich | 1:2        | ausgeschieden | ausgeschieden |               |
| Damen                                                            |                  | |          | |                        | |            | |               |               |
| Grete Kunz                                                       | Florett Einzel   | Anna Ponomarjowa Magdolna Nyári-Kovács Maxine Mitchell Ulla Barding-Poulsen Patricia Norford       | 4:1      | Ilona Schachererné Elek Irene Camber-Corno Polly Craus Nadeschda Schitikowa Gillian Sheen                      | 2:3                    | Karen Lachmann Lylian Lecomte-Guyonneau Janice York Magdolna Nyári-Kovács Silvia Strukel Ellen Müller-Preis Polly Craus       | 1:6        | ausgeschieden | ausgeschieden | ausgeschieden |
| Fritzi Wenisch-Filz                                              | Florett Einzel   | Ilona Schachererné Elek Odette Drand Elsa Irigoyen Gerda Muller Marianne Sjöblom                   |          | Karen Lachmann Maxine Mitchell Lylian Lecomte-Guyonneau Margit Elek Anna Ponomarjowa                           | 2:3                    | Ilona Schachererné Elek Renée Garilhe Maxine Mitchell Irene Camber-Corno Mary Glen-Haig Lilo Allgayer Appolinariya Plekhanova | 1:5        | ausgeschieden | ausgeschieden | ausgeschieden |
| Ellen Müller-Preis                                               | Florett Einzel   | Janice York Lylian Lecomte-Guyonneau Appolinariya Plekhanova Catherine Pym Taimi Mattsson          | 3:1      | Janice York Renée Garilhe Mary Glen-Haig Irena Nawrocka Elsa Irigoyen                                          | 3:2                    | Karen Lachmann Lylian Lecomte-Guyonneau Janice York Magdolna Nyári-Kovács Silvia Strukel Polly Craus                          | 3:4        | ausgeschieden | ausgeschieden | ausgeschieden |

### Fußball
| Athleten |                |
| Franz Feldinger Robert Fendler Otto Gollnhuber Herbert Grohs Hermann Hochleitner Walter Kollmann Anton Krammer Fritz Nikolai Erich Stumpf Josef Walter Anton Wolf |                |
| Achtelfinale | Finnland (4:3) |
| Viertelfinale | Schweden (1:3) |
| Halbfinale | ausgeschieden  |
| Finale | ausgeschieden  |
| Spiel um Bronze | ausgeschieden  |
| Rang | 5              |

### Gewichtheben
| Athleten        | Wettbewerb                      | Drücken | Reißen | Stoßen | Gesamtgewicht | Rang |
| --------------- | ------------------------------- | ------- | ------ | ------ | ------------- | ---- |
| Josef Tauchner  | Leichtgewicht (bis 67,5 kg)     | 90      | 92,5   | 125    | 307,5         | 17   |
| Emmerich Bauer  | Mittelgewicht (bis 75 kg)       | 100     | 102,5  | 135    | 337,5         | 14   |
| Wilhelm Flenner | Halbschwergewicht (bis 82,5 kg) | 100     | 110    | 142,5  | 352,5         | 14   |
| Franz Hölbl     | Schwergewicht (über 90 kg)      | 115     | 117,5  | 155    | 387,5         | 8    |

### Hockey
| Athleten |                      |
| Kurt Dvorak Karl Holzapfel Walter Kaitna Alfred Knoll Hermann Knoll Johann Koller Josef Matz Josef Pecanka Robert Pecanka Franz Raule Ernst Schala Josef Schimmer Franz Strachota |                      |
| Achtelfinale | Schweiz (2:1)        |
| Viertelfinale | Indien (0:4)         |
| Trostrunde 1 | Italien (2:0)        |
| Trostrunde 2 | BR Deutschland (1:2) |
| Platzierungsrunde | Schweiz (kampflos)   |
| Rang | 7                    |

### Kanu
| Athleten                      | Wettbewerb             | Vorlauf    | Vorlauf | Finale        | Finale        | Rang          |
| Athleten                      | Wettbewerb             | Zeit (min) | Rang    | Zeit (min)    | Rang          | Rang          |
| ----------------------------- | ---------------------- | ---------- | ------- | ------------- | ------------- | ------------- |
| Männer                        |                        |            |         |               |               |               |
| Herbert Schreiner             | Einer-Kajak 1000 m     | 4:22,9     | 5       | ausgeschieden | ausgeschieden | ausgeschieden |
| Alfred Schmidtberger          | Einer-Kajak 10.000 m   |            |         | 49:45,6       | 9             | 9             |
| Max Raub Herbert Wiedermann   | Zweier-Kajak 1000 m    | 3:55,2     | 1       | 3:51,4        | 3             | Bronze        |
| Max Raub Herbert Wiedermann   | Zweier-Kajak 10.000 m  |            |         | 44:29,1       | 4             | 4             |
| Kurt Liebhart Engelbert Lulla | Zweier-Canadier 1000 m | 4:40,2     | 2       | 4:55,8 min    | 6             | 6             |
| Frauen                        |                        |            |         |               |               |               |
| Gertrude Liebhart             | Einer-Kajak 500 m      | 2:20,6     | 2       | 2:18,8        | 2             | Silber        |

### Leichtathletik

#### Laufen und Gehen
| Athleten         | Wettbewerb   | Vorlauf     | Vorlauf | Viertelfinale | Viertelfinale | Halbfinale    | Halbfinale    | Finale        | Finale        |
| Athleten         | Wettbewerb   | Zeit        | Rang    | Zeit          | Rang          | Zeit          | Rang          | Zeit          | Rang          |
| ---------------- | ------------ | ----------- | ------- | ------------- | ------------- | ------------- | ------------- | ------------- | ------------- |
| Herren           |              |             |         |               |               |               |               |               |               |
| Rupert Blöch     | 400 m        | 49,82 s     | 3       | ausgeschieden | ausgeschieden | ausgeschieden | ausgeschieden | ausgeschieden | ausgeschieden |
| Rudolf Haidegger | 400 m        | 50,01 s     | 4       | ausgeschieden | ausgeschieden | ausgeschieden | ausgeschieden | ausgeschieden | ausgeschieden |
| Fritz Prossinagg | 1500 m       | 3:54,2 min  | 5       | ausgeschieden | ausgeschieden | ausgeschieden | ausgeschieden | ausgeschieden | ausgeschieden |
| Kurt Rötzer      | 5000 m       | 14:49,4 min | 10      | ausgeschieden | ausgeschieden | ausgeschieden | ausgeschieden | ausgeschieden | ausgeschieden |
| Helmuth Perz     | 5000 m       | 14:57,2 min | 11      | ausgeschieden | ausgeschieden | ausgeschieden | ausgeschieden | ausgeschieden | ausgeschieden |
| Helmuth Perz     | 10.000 m     | -           | -       | -             | -             | -             | -             | 32:13,2 min   | 27            |
| Dolfi Gruber     | Marathon     | -           | -       | -             | -             | -             | -             | 2:45:02,0 h   | 39            |
| Rudolf Haidegger | 400 m Hürden | 54,87 s     | 4       | ausgeschieden | ausgeschieden | ausgeschieden | ausgeschieden | ausgeschieden | ausgeschieden |
| Damen            |              |             |         |               |               |               |               |               |               |
| Elfriede Steurer | 100 m        | 12,86 s     | 4       | ausgeschieden | ausgeschieden | ausgeschieden | ausgeschieden | ausgeschieden | ausgeschieden |
| Elfriede Steurer | 80 m Hürden  | 11,74 s     | 4       | ausgeschieden | ausgeschieden | ausgeschieden | ausgeschieden | ausgeschieden | ausgeschieden |
| Helene Bielansky | 80 m Hürden  | 12,10 s     | 4       | ausgeschieden | ausgeschieden | ausgeschieden | ausgeschieden | ausgeschieden | ausgeschieden |

#### Springen und Werfen
| Athleten        | Wettbewerb  | Qualifikation | Qualifikation | Finale        | Finale        |
| Athleten        | Wettbewerb  | Weite/Höhe    | Rang          | Weite/Höhe    | Rang          |
| --------------- | ----------- | ------------- | ------------- | ------------- | ------------- |
| Herren          |             |               |               |               |               |
| Felix Würth     | Weitsprung  | 6,99 m        | 9             | ausgeschieden | ausgeschieden |
| Felix Würth     | Dreisprung  | 13,65 m       | 15            | ausgeschieden | ausgeschieden |
| Alois Schwabl   | Kugelstoßen | 15,00 m       | 9             | 14,45 m       | 13            |
| Damen           |             |               |               |               |               |
| Feodora Schenk  | Hochsprung  | -             | -             | 1,58 m        | 6             |
| Lotte Haidegger | Diskuswurf  | 39,54 m       | 10            | 43,49 m       | 5             |
| Frieda Tiltsch  | Diskuswurf  | 39,75 mm      | 10            | 27,84 m       | 18            |
| Herma Bauma     | Speerwurf   | 43,07 m       | 7             | 42,54 m       | 9             |
| Gerda Staniek   | Speerwurf   | ogV           | ogV           | ausgeschieden | ausgeschieden |

### Radsport

#### Bahnwettbewerbe
| Athleten                                                 | Wettbewerb                   | Rang |
| -------------------------------------------------------- | ---------------------------- | ---- |
| Kurt Nemetz                                              | Sprint                       | 13   |
| Kurt Nemetz                                              | 1000 m Zeitfahren            | 21   |
| Walter Bortel Kurt Nemetz                                | Tandem                       | 11   |
| Walter Bortel Arthur Mannsbarth Kurt Nemetz Franz Wimmer | 4000 m Mannschaftsverfolgung | 13   |

#### Straße
| Athleten                                     | Wettbewerb | Rang |
| -------------------------------------------- | ---------- | ---- |
| Walter Bortel                                | Einzel     | DNF  |
| Arthur Mannsbarth                            | Einzel     | DNF  |
| Franz Wimmer                                 | Einzel     | DNF  |
| Walter Bortel Arthur Mannsbarth Franz Wimmer | Mannschaft | DNF  |

### Ringen
| Athleten             | Wettbewerb     | 1. Runde        | 1. Runde | 2. Runde           | 2. Runde | 3. Runde         | 3. Runde      | 4. Runde       | 4. Runde      | 5. Runde      | 5. Runde      | 6. Runde      | 6. Runde      | 7. Runde      | 7. Runde      | Rang |
| Athleten             | Wettbewerb     | Gegner          | Ergebnis | Gegner             | Ergebnis | Gegner           | Ergebnis      | Gegner         | Ergebnis      | Gegner        | Ergebnis      | Gegner        | Ergebnis      | Gegner        | Ergebnis      | Rang |
| -------------------- | -------------- | --------------- | -------- | ------------------ | -------- | ---------------- | ------------- | -------------- | ------------- | ------------- | ------------- | ------------- | ------------- | ------------- | ------------- | ---- |
| Griechisch-Römisch   |                |                 |          |                    |          |                  |               |                |               |               |               |               |               |               |               |      |
| Franz Brunner        | Fliegengewicht | Bengt Johansson | 0:3      | Dumitru Pârvulescu | 0:3      | ausgeschieden    | ausgeschieden | ausgeschieden  | ausgeschieden | ausgeschieden | ausgeschieden | ausgeschieden | ausgeschieden | ausgeschieden | ausgeschieden | 12   |
| Bartl Brötzner       | Federgewicht   | Lucien Claes    | 3:0      | Bela Torma         | 2:1      | Gunnar Håkansson | 3:0           | Umberto Trippa | 0:3           | ausgeschieden | ausgeschieden | ausgeschieden | ausgeschieden | ausgeschieden | ausgeschieden | 5    |
| Gottfried Anglberger | Weltergewicht  | René Chesneau   | 0:3      | Henri Freylinger   | 3:0      | Khalil Taha      | 0:3           | ausgeschieden  | ausgeschieden | ausgeschieden | ausgeschieden | ausgeschieden | ausgeschieden | ausgeschieden | ausgeschieden | 11   |

### Rudern
| Athleten                                                          | Wettbewerb             | Vorlauf    | Vorlauf | Halbfinale | Halbfinale | Hoffnungslauf | Hoffnungslauf | Finale        | Finale        | Rang          |
| Athleten                                                          | Wettbewerb             | Zeit       | Rang    | Zeit       | Rang       | Zeit          | Rang          | Zeit          | Rang          | Rang          |
| ----------------------------------------------------------------- | ---------------------- | ---------- | ------- | ---------- | ---------- | ------------- | ------------- | ------------- | ------------- | ------------- |
| Männer                                                            |                        |            |         |            |            |               |               |               |               |               |
| Johann Geiszler Kurt Marz Alexander Mitterhuber Adolf Scheithauer | Vierer ohne Steuermann | 6:44,1 min | 2       | 7:02,4 min | 3          | 6:48,5 min    | 3             | ausgeschieden | ausgeschieden | ausgeschieden |

### Schießen
| Athleten             | Wettbewerb                      | Punkte | Rang |
| -------------------- | ------------------------------- | ------ | ---- |
| Siegfried Gurschler  | Kleinkaliber Dreistellungskampf | 1145   | 17   |
| Wilhelm Sachsenmaier | Kleinkaliber Dreistellungskampf | 1140   | 19   |
| Siegfried Gurschler  | Kleinkaliber liegend            | 396    | 18   |
| Wilhelm Sachsenmaier | Kleinkaliber liegend            | 396    | 23   |
| László Szapáry       | Trap                            | 178    | 22   |

### Schwimmen
| Athleten             | Wettbewerb     | Vorlauf | Vorlauf | Halbfinale    | Halbfinale    | Finale        | Finale        |
| Athleten             | Wettbewerb     | Zeit    | Platz   | Zeit          | Platz         | Zeit          | Platz         |
| -------------------- | -------------- | ------- | ------- | ------------- | ------------- | ------------- | ------------- |
| Herren               |                |         |         |               |               |               |               |
| Peter Steinwender    | 400 m Freistil | 5:03,6  | 4       | ausgeschieden | ausgeschieden | ausgeschieden | ausgeschieden |
| Helmut Koppelstätter | 100 m Rücken   | 1:11,9  | 4       | ausgeschieden | ausgeschieden | ausgeschieden | ausgeschieden |
| Frauen               |                |         |         |               |               |               |               |
| Ilse Albert          | 200 m Brust    | 3:12,5  | 5       | ausgeschieden | ausgeschieden | ausgeschieden | ausgeschieden |

### Segeln
| Athleten                          | Wettbewerb  | 1. Wettfahrt | 1. Wettfahrt | 2. Wettfahrt | 2. Wettfahrt | 3. Wettfahrt | 3. Wettfahrt | 4. Wettfahrt | 4. Wettfahrt | 5. Wettfahrt | 5. Wettfahrt | 6. Wettfahrt | 6. Wettfahrt | 7. Wettfahrt | 7. Wettfahrt | Punkte | Rang |
| Athleten                          | Wettbewerb  | Punkte       | Rang         | Punkte       | Rang         | Punkte       | Rang         | Punkte       | Rang         | Punkte       | Rang         | Punkte       | Rang         | Punkte       | Rang         | Punkte | Rang |
| --------------------------------- | ----------- | ------------ | ------------ | ------------ | ------------ | ------------ | ------------ | ------------ | ------------ | ------------ | ------------ | ------------ | ------------ | ------------ | ------------ | ------ | ---- |
| Wolfgang Erndl                    | Finn Dinghy | 0            | DSQ          | 946          | 4            | 594          | 9            | 344          | 16           | 946          | 4            | 372          | 15           | 1071         | 3            | 4273   | 5    |
| Harald FerebergerHarald von Musil | Star        | 219          | 16           | 247          | 15           | 168          | 18           | 520          | 8            | 309          | 13           | 520          | 8            | 277          | 14           | 2092   | 14   |

### Turnen

#### Männer
Einzelmehrkampf
| Rang | Name             | Punkte (Rang) je Disziplin | Punkte (Rang) je Disziplin | Punkte (Rang) je Disziplin | Punkte (Rang) je Disziplin | Punkte (Rang) je Disziplin | Punkte (Rang) je Disziplin | Punkte total |
| Rang | Name             | Boden                      | Sprung                     | Barren                     | Reck                       | Ringe                      | Pferd                      | Punkte total |
| ---- | ---------------- | -------------------------- | -------------------------- | -------------------------- | -------------------------- | -------------------------- | -------------------------- | ------------ |
| 22   | Hans Sauter      | 17,60 (71)                 | 18,35 (54)                 | 18,75 (23)                 | 18,70 (29)                 | 18,60 (32)                 | 19,15 (6)                  | 111,15       |
| 61   | Ernst Wister     | 18,05 (47)                 | 17,60 (114)                | 18,25 (52)                 | 17,85 (63)                 | 17,85 (77)                 | 17,20 (84)                 | 106,80       |
| 74   | Wolfgang Girardi | 16,75 (122)                | 18,85 (9)                  | 18,30 (49)                 | 18,20 (51)                 | 17,15 (104)                | 15,25 (125)                | 104,50       |
| 95   | Willi Welt       | 16,40 (125)                | 18,45 (40)                 | 18,45 (40)                 | 15,70 (137)                | 15,90 (137)                | 17,10 (87)                 | 102,00       |
| 101  | Franz Kempter    | 14,90 (161)                | 17,40 (123)                | 17,90 (74)                 | 17,20 (92)                 | 15,55 (148)                | 17,95 (49)                 | 100,90       |
| 112  | Paul Grubenthal  | 16,35 (126)                | 18,40 (44)                 | 17,60 (100)                | 17,65 (73)                 | 14,10 (168)                | 15,40 (120)                | 99,50        |
| 168  | Friedrich Fetz   | 16,20 (134)                | 17,70 (107)                | 8,40 (182)                 | 16,25 (122)                | 15,30 (154)                | 12,25 (162)                | 86,10        |
| 180  | Hans Friedrich   | 6,10 (185)                 | 18,25 (70)                 | 18,20 (54)                 | 4,00 (184)                 | 7,75 (813)                 | 17,55 (69)                 | 71,85        |

Mannschaftsmehrkampf
- Friedrich Fetz, Hans Friedrich, Wolfgang Girardi, Paul Grubenthal, Franz Kempter, Hans Sauter, Willi Welt und Ernst Wister
Finale: 535,40 Punkte, Rang 11

#### Frauen
Einzelmehrkampf
- Gerti Fesl
Damen, Einzel: 71. Platz
Damen, Gruppen-Gymnastik: 9. Platz
Damen, Boden: 67. Platz
Damen, Pferd: 107. Platz
Damen, Stufenbarren: 66. Platz
Damen, Schwebebalken: 79. Platz

- Trude Gollner-Kolar
Damen, Einzel: 75. Platz
Damen, Gruppen-Gymnastik: 9. Platz
Damen, Boden: 88. Platz
Damen, Pferd: 73. Platz
Damen, Stufenbarren: 83. Platz
Damen, Schwebebalken: 90. Platz

- Gertrude Gries
Damen, Einzel: 91. Platz
Damen, Gruppen-Gymnastik: 9. Platz
Damen, Boden: 121. Platz
Damen, Pferd: 101. Platz
Damen, Stufenbarren: 56. Platz
Damen, Schwebebalken: 98. Platz

- Hildegard Grill
Damen, Einzel: 120. Platz
Damen, Gruppen-Gymnastik: 9. Platz
Damen, Boden: 123. Platz
Damen, Pferd: 123. Platz
Damen, Stufenbarren: 112. Platz
Damen, Schwebebalken: 114. Platz

- Ida Kadlec
Damen, Einzel: 56. Platz
Damen, Gruppen-Gymnastik: 9. Platz
Damen, Boden: 37. Platz
Damen, Pferd: 44. Platz
Damen, Stufenbarren: 60. Platz
Damen, Schwebebalken: 97. Platz

- Edeltraud Schramm
Damen, Einzel: 105. Platz
Damen, Gruppen-Gymnastik: 9. Platz
Damen, Boden: 103. Platz
Damen, Pferd: 118. Platz
Damen, Stufenbarren: 96. Platz
Damen, Schwebebalken: 92. Platz

- Hedwig Traindl
Damen, Einzel: 77. Platz
Damen, Gruppen-Gymnastik: 9. Platz
Damen, Boden: 59. Platz
Damen, Pferd: 98. Platz
Damen, Stufenbarren: 100. Platz
Damen, Schwebebalken: 77. Platz

- Gertrude Winnige-Barosch
Damen, Einzel: 81. Platz
Damen, Gruppen-Gymnastik: 9. Platz
Damen, Boden: 79. Platz
Damen, Pferd: 65. Platz
Damen, Stufenbarren: 88. Platz
Damen, Schwebebalken: 107. Platz

Mannschaftsmehrkampf
- Gerti Fesl, Trude Gollner-Kolar, Gertrude Gries, Hildegard Grill, Ida Kadlec, Edeltraud Schramm, Hedwig Traindl und Gertrude Winnige-Barosch
477,80 Punkte, Rang 10

### Wasserball
| Athleten |                                              |
| Erich Bohuslav Julius Depaoli Ernst Endl Heinrich Krumpfholz Anton Kunz Johann Liebenberger Jörg Reichel Rudolf Stiskalik Hellmut Theimer Franz Zigon |                                              |
| 1. Qualifikationsrunde | Großbritannien (3:4)                         |
| 2. Qualifikationsrunde | Australien (6:0)                             |
| Vorrunde | Italien (1:8) Großbritannien (3:3) USA (1:4) |
| Halbfinalrunde | ausgeschieden                                |
| Finalrunde | ausgeschieden                                |
| Rang | ausgeschieden                                |

### Wasserspringen
| Athleten        | Wettbewerb        | Vorrunde | Vorrunde | Finale        | Finale        |
| Athleten        | Wettbewerb        | Punkte   | Rang     | Punkte        | Rang          |
| --------------- | ----------------- | -------- | -------- | ------------- | ------------- |
| Herren          |                   |          |          |               |               |
| Julius Janowsky | Turmspringen      | 62,65    | 24       | ausgeschieden | ausgeschieden |
| Kurt Liederer   | Turmspringen      | 60,21    | 27       | ausgeschieden | ausgeschieden |
| Franz Worisch   | Kunstspringen 3 m | 67,18    | 10       | ausgeschieden | ausgeschieden |
| Franz Worisch   | Turmspringen      | 63,02    | 22       | ausgeschieden | ausgeschieden |
| Damen           |                   |          |          |               |               |
| Eva Pfarrhofer  | Turmspringen      | 40,26    | 9        | ausgeschieden | ausgeschieden |